# 하인리히 폰 브렌타노

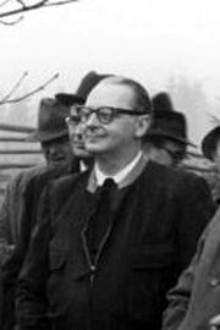
하인리히 폰 브렌타노

하인리히 폰 브렌타노(독일어: Heinrich von Brentano, 1904년 6월 20일 ~ 1964년 11월 14일)는 독일의 정치인이다. 기독교 민주연합의 장기간 당수이며, 반공정책을 설득한 외무장관(1955~61)이었다.
오펜바흐에서 태어나 1945년 정계에 입문하여 헤센주의 기독교 민주연합을 창당하는 데 도움을 주었고, 이어 기민련과 기독교 사회연합 합동의 국립 기구 협회의 회장으로 선출되었다. 신생 연방 공화국의 헌법을 끌어들인 임시적 회의에 근무한 후, 1949년 8월 연방 하원 의원에 뽑혔다.
두 차례의 하원 의원(1949~55, 1961~64)을 지내면서 브렌타노는 의회의 당수로 활약하였다. 헌신적인 국제인으로 알려진 그는 1952년부터 1953년까지 유럽 공동 시장의 전신인 유럽 연맹을 위하여 헌법을 끌어들인 유럽 6개국의 슈망 계획의 회장을 지냈다.
1955년 6월 콘라트 아데나워 총리에 의하여 외무장관으로 임명되어, 프랑스와의 협력과 소비에트 연방에 반대하는 정책을 따랐다.
1964년 11월 14일 다름슈타트에서 사망하였다.